# Lökholmen, Strömstads kommun
Lökholmen är en by vid Dynekilens norra strand i Strömstads kommun. Från 2015 avgränsar SCB här en småort.